# Campionati mondiali di bob 1973
I Campionati mondiali di bob 1973, ventinovesima edizione della manifestazione organizzata dalla Federazione Internazionale di Bob e Skeleton, si sono disputati dal 10 al 18 febbraio 1973 a Lake Placid, negli Stati Uniti d'America, sulla pista Mt. Van Hoevenberg Olympic Bobsled Run, il tracciato sul quale si svolsero le competizioni del bob ai Giochi di Lake Placid 1932 (sebbene su una versione differente della pista) e le rassegne iridate maschili del 1949, del 1961 e del 1969. La località, situata nello Stato di New York, ha ospitato quindi le competizioni iridate per la quarta volta nel bob a due e nel bob a quattro uomini.
L'edizione ha visto prevalere la Svizzera che si aggiudicò una medaglia d'oro e una d'argento sulle sei disponibili in totale, sopravanzando la Germania Ovest con un oro e un bronzo e lasciando all'Austria un argento e alla Romania un bronzo. I titoli sono stati infatti conquistati nel bob a due uomini dai tedeschi occidentali Wolfgang Zimmerer e Peter Utzschneider e nel bob a quattro dagli svizzeri René Stadler, Werner Camichel, Erich Schärer e Peter Schärer.

## Risultati

### Bob a due uomini
La gara si è disputata il 10 e l'11 febbraio 1973 nell'arco di quattro manches.
| Pos. | Atleti                               | Nazione           | Tempo   |
| ---- | ------------------------------------ | ----------------- | ------- |
|      | Wolfgang Zimmerer Peter Utzschneider | Germania Ovest I  | 4'28"77 |
|      | Hans Candrian Heinz Schenker         | Svizzera I        | 4'31"15 |
|      | Ion Panțuru Dumitru Focșeneanu       | Romania I         | 4'21"41 |
| 4    | Horst Floth Willi Holdorf            | Germania Ovest II | 4'33"07 |
| 5    | Fritz Lüdi Karl Häseli               | Svizzera II       | 4'33"60 |
| 6    | Rolf Höglund Roger Höglund           | Svezia I          | 4'33"60 |
| 7    | Oscar D'Andrea Franco Perruquet      | Italia I          | 4'34"61 |
| 8    | Peter Perner Otto Breg               | Austria II        | 4'34"92 |
| 9    | Giorgio Alverà Gianni Bonichon       | Italia II         | 4'35"09 |
| 10   | Werner Delle Karth Fritz Sperling    | Austria I         | 4'34"92 |

### Bob a quattro
La gara si è disputata il 17 e il 18 febbraio 1973 nell'arco di quattro manches.
| Pos. | Atleti                                                                   | Nazione           | Tempo   |
| ---- | ------------------------------------------------------------------------ | ----------------- | ------- |
|      | René Stadler Werner Camichel Erich Schärer Peter Schärer                 | Svizzera I        | 4'22"05 |
|      | Werner Delle Karth Walter Delle Karth Hans Eichinger Fritz Sperling      | Austria I         | 4'23"57 |
|      | Wolfgang Zimmerer Stefan Gaisreiter Walter Steinbauer Peter Utzschneider | Germania Ovest I  | 4'22"05 |
| 4    | Giorgio Alverà nd                                                        | Italia I          | 4'24"41 |
| 5    | Hans Candrian Ernst Juon Gaudenz Beeli Heinz Schenker                    | Svizzera II       | 4'25"41 |
| 6    | Horst Floth nd                                                           | Germania Ovest II | 4'25"46 |
| 7    | nd                                                                       | Francia I         | 4'28"09 |
| 8    | nd                                                                       | Francia II        | 4'28"17 |
| 9    | nd                                                                       | Stati Uniti I     | 4'28"18 |
| 10   | nd                                                                       | Svezia I          | 4'28"62 |

## Medagliere
| Posizione | Nazione        | Oro | Argento | Bronzo | Totale |
| --------- | -------------- | --- | ------- | ------ | ------ |
| 1         | Svizzera       | 1   | 1       | 0      | 2      |
| 2         | Germania Ovest | 1   | 0       | 1      | 2      |
| 3         | Austria        | 0   | 1       | 0      | 1      |
| 4         | Romania        | 0   | 0       | 1      | 1      |
| Totale    | Totale         | 2   | 2       | 2      | 6      |